# مكرونة محشية
المكرونة المحشية هي أحد المعجنات الجافة التي تتكون من القمح الصلب أو الأرز وتطهى في الماء أو المرق وتختلف أشكالها تبعا لاستخدامها وطريقة طهيها فمنها على شكل عصا طويلة ورفيعة (الاسباجيتي) ومنها الأسطواني مشطوف الأطراف أو الحلزوني أو الصدفي.

## مكرونة محشية
المقادير:
1	عبوة	مكرونة اسطوانية
2	ملعقة كبيرة	زيت زيتون
150	جرام	لحم مفروم
1	حبة متوسطة	بصل مفروم
3	فص	ثوم، مهروس
1	ملعقة صغيرة	ملح
1/4	ملعقة صغيرة	فلفل اسود
1	ملعقة صغيرة	بهار مشكل
2	ملعقة صغيرة	أوريجانو
2	ملعقة صغيرة	ريحان
1	حبة متوسطة	فلفل اخضر، مفروم
4	حبة كبيرة	طماطم، مفروم
1	كوب	عصير طماطم
100	جرام	جبن فالبريسو، مفتت
الطريقة:
1. اسلقي المكرونة حسب الإرشادات على العبوة.
2. في قدر صغير سخني الزيت، اضيفي اللحم وقلبي ليجف، اضيفي البصل، الثوم، الملح، الفلفل، البهار، الأوريجانو، الفلفل الأخضر، الطماطم، اتركي الخليط على نار هادئة لبضع دقائق.اقسمي الحشو إلى جزئين.
3. اضيفي جبن فالبريسو إلى نصف كمية خليط اللحم، احشي حبات المكرونة بخليط اللحم والجبن، ضعيها في طبق فرن، اضيفي عصير الطماطم إلى بقية خليط اللحم، وزعيه فوق المكرونة.
4. سخني الفرن 180مْ، ادخلي الطبق إلى الفرن 20 دقيقة إلى ان تتسبك المكرونة.